# Arteria media de la rodilla
La arteria media de la rodilla es una pequeña rama arterial que se origina como rama colateral de la arteria poplítea, en la parte posterior de la articulación de la rodilla.

## Trayecto y distribución
Perfora el ligamento poplíteo oblicuo, e irriga la articulación de la rodilla, los ligamentos cruzados (anterior y posterior) y la membrana sinovial patelar, terminando en el espacio intercondíleo (área intercondílea).

## Ramas
Presenta ramas terminales para los ligamentos cruzados, el tejido adiposo de la fosa intercondílea (escotadura intercondílea) y el extremo inferior del fémur.